# Associazione Sportiva Bari 1958-1959
Questa voce raccoglie le informazioni riguardanti l'Associazione Sportiva Bari nelle competizioni ufficiali della stagione 1958-1959.

## Stagione

L'allenatore Paolo Tabanelli, definito dai giornalisti "taciturno" e "anti divo". Con lui il Bari disputa valide prove anche contro le squadre più titolate della Serie A.

Il club biancorosso è tornato in Serie A dopo otto anni. L'allenatore Federico Allasio, che ha guidato i biancorossi alla promozione, passa ad allenare il Torino e viene chiamato a sostituirlo il faentino Paolo Tabanelli. Fra gli acquisti effettuati dal club, i più conosciuti sono l'estroso Raúl Conti e Per Bredesen, mantenendo una rosa giovane, con tredici esordienti in massima serie (in tale ottica sono ingaggiati anche Tofani e Amante, giovani provenienti da formazioni di serie inferiori). In totale vengono spesi 120 milioni di lire. L'AS Bari, con un deficit di 100 milioni, a inizio stagione 1958-59 è la società con meno perdite della massima serie.

Biagio Catalano, nuova rivelazione del vivaio biancorosso.

Ultimata la rosa Tabanelli porta la formazione, definita "artigiana" dalla stampa, in ritiro a Gioia del Colle e la sottopone a un lavoro impegnativo. Il nuovo coach romagnolo mostra cautela nelle interviste, non azzardando previsioni sul campionato che potrebbe fare la sua squadra. In Coppa Italia, dopo aver superato il secondo e terzo turno nei derby, rispettivamente con Foggia e Lecce (entrambe formazioni di Serie C), il Bari cede il passo al Varese, anch'esso di terza serie, perdendo 1-2 in casa pur dopo aver disputato una buona gara.
Nel girone d'andata del campionato i galletti mostrano un andamento discontinuo. In quarta giornata, nella partita che il Bari vince 4-1 contro la Talmone Torino allenata da Allasio, all'89º minuto Bruno Cicogna mette a segno la sua prima rete in biancorosso (allo stesso tempo il quarto goal dei pugliesi). Dalla 10ª alla 13ª giornata il Bari subisce dieci reti e ne mette a segno tre, ottenendo un punto in casa con il Lanerossi Vicenza (Rebizzi, autore della rimonta, ha sostituito Erba durante l'incontro). I galletti hanno ricavato otto punti in tredici gare. Negli ultimi quattro incontri d'andata guadagnano invece cinque punti per un totale di 18 punti in tutto il girone d'andata. Nella 16ª giornata l'undici di Tabanelli ha battuto fuori casa 1-2 il Napoli nel "derby del Sud": il giovane Biagio Catalano, alla seconda gara in A dopo quella con l'Inter (in quella contro il Napoli ha sostituito l'infortunato Conti) ha realizzato il secondo goal del Bari e il suo primo in Serie A.
All'indomani della 19ª giornata i giornali pugliesi elogiano la prova sostenuta dai galletti, che hanno battuto in casa la Roma per 2-1; Magnanini ha parato un rigore al romanista Guarnacci a due minuti dal termine. Apprezzati anche il pareggio a Padova, 0-0 contro i panzer di Nereo Rocco, e l'1-0 al della Vittoria sull'Alessandria, ottenuto con un tiro di Mazzoni da fuori area. Il rendimento del Bari nel girone di ritorno è simile a quello dell'andata e anche questo a gare alterne. In quartultima giornata, in casa contro la Triestina, squadra in lotta per la salvezza, le parate di Magnanini contribuiscono allo 0-0 finale con cui i biancorossi sono considerati virtualmente salvi. Nell'ultima giornata, vinta 0-1 a Ferrara contro la SPAL, viene apprezzata la prestazione del secondo portiere Buttarelli alla sua prima presenza in campionato.
A campionato concluso il ventenne Biagio Catalano, con i suoi 5 goal in 20 partite disputate viene premiato con il simbolico "oscar" quale miglior prodotto del vivaio barese.
Tatticamente, Tabanelli praticò con il Bari un catenaccio: oltre al portiere titolare Magnanini, il libero, più arretrato, era Seghedoni, mentre gli altri due difensori erano Gariboldi e Mupo (o Romano). I centrocampisti erano Bredesen, Cappa (centrale) e Mazzoni, mentre l'ala sinistra Cicogna. De Robertis era il tornante destro, e infine i terminali offensivi erano Erba e, generalmente più arretrato e dedito alla manovra o agli assist allo stesso Erba, Raúl Conti.

## Divise
Le divise per la stagione '58-'59 sono state le seguenti:
| Prima divisa | Seconda divisa |

## Organigramma societario
Area direttiva
- Presidente: Gianfranco Brunetti
- Segretario generale: Filippo Nitti

Area tecnica
- Allenatore: Paolo Tabanelli
- Secondo allenatore: Tommaso Maestrelli
- Accompagnatore: comm. Angelo Albanese

Area sanitaria
- Medico sociale: Domenico Ambruosi
- Massaggiatore: Mordini

## Rosa
| N. |                   | Ruolo | Calciatore               |
| -- | ----------------- | ----- | ------------------------ |
|    | Italia (bandiera) | P     | Enzo Magnanini           |
|    | Italia (bandiera) | P     | Emilio Buttarelli        |
|    | Italia (bandiera) | D     | Gianni Seghedoni         |
|    | Italia (bandiera) | D     | Luciano Gariboldi        |
|    | Italia (bandiera) | D     | Carlo Mupo               |
|    | Italia (bandiera) | D     | Giovanni Romano          |
|    | Italia (bandiera) | D     | Ivo Brancaleoni          |
|    | Italia (bandiera) | D     | Mauro Tofani             |
|    | Italia (bandiera) | C     | Mario Mazzoni (capitano) |
|    | Italia (bandiera) | C     | Lorenzo Cappa            |
|    | Italia (bandiera) | C     | Biagio Catalano          |

| N. |                      | Ruolo | Calciatore        |
| -- | -------------------- | ----- | ----------------- |
|    | Italia (bandiera)    | C     | Lando Macchi      |
|    | Italia (bandiera)    | A     | Agostino Amante   |
|    | Italia (bandiera)    | A     | Paolo Erba        |
|    | Argentina (bandiera) | A     | Raúl Conti        |
|    | Italia (bandiera)    | A     | Bruno Cicogna     |
|    | Italia (bandiera)    | A     | Luigi De Robertis |
|    | Norvegia (bandiera)  | A     | Per Bredesen      |
|    | Italia (bandiera)    | A     | Giancarlo Rebizzi |
|    | Italia (bandiera)    | A     | Eros Baccalini    |
|    | Italia (bandiera)    | A     | Aldo Novelli      |

## Calciomercato

### Sessione estiva
| Acquisti | Acquisti        | Acquisti      | Acquisti   |
| R.       | Nome            | da            | Modalità   |
| -------- | --------------- | ------------- | ---------- |
| D        | Tofani          | Montecatini   | definitivo |
| C        | Amante          | Torremaggiore | definitivo |
| C        | Raúl Conti      | Atalanta      | definitivo |
| C        | Ivo Brancaleoni | Torino        | definitivo |
| A        | Per Bredesen    | Milan         | definitivo |
| A        | Bruno Cicogna   | Venezia       | definitivo |

| Cessioni | Cessioni               | Cessioni | Cessioni   |
| R.       | Nome                   | da       | Modalità   |
| -------- | ---------------------- | -------- | ---------- |
| D        | Ermanno Tarabbia       | Torino   | definitivo |
| A        | Luigi Bretti           | Livorno  | definitivo |
| A        | Sisto Romano Farinelli | Torino   | definitivo |

Il costo totale dei sei acquisti è di 120 milioni di £ (come specificato nella sezione "Stagione").

### Sessione autunnale (novembre)
Nessuna operazione.

## Risultati

### Serie A

#### Girone di andata
| Bari 21 settembre 1958, ore 16,00 1ª giornata | Bari             | 0 – 0 referto | Bologna | Stadio della Vittoria (circa 40000 spett.)\| Arbitro: \| Rebuffo (Milano) \| |
| Arbitro:                                      | Rebuffo (Milano) |               |         |                                                                              |

| Arbitro: | Ubezio (Novara) |

|                               |           |              |
| Lojodice 7’, 25’ da Costa 58’ | Marcatori | 11’ R. Conti |

| Arbitro: | Marchese (Napoli) |

|                                   |           |                          |
| Altafini 49’, 50’ Danova 61’, 88’ | Marcatori | 40’ Mazzoni 58’ R. Conti |

| Arbitro: | Moriconi (Roma) |

|                                       |           |             |
| Bredesen 9’ Erba 20’, 49’ Cicogna 82’ | Marcatori | 47’ Virgili |

| Arbitro: | Carbonelli (Brescia) |

|                    |           |  |
| Barison 77’ (rig.) | Marcatori |  |

| Arbitro: | Boati (Milano) |

|          |           |  |
| Erba 43’ | Marcatori |  |

| Arbitro: | De Marchi (Pordenone) |

|                               |           |                             |
| Cappa 56’ (rig.) Bredesen 77’ | Marcatori | 22’ Carradori 48’ Fumagalli |

| Arbitro: | Campanati (Milano) |

|                 |           |             |
| Tacchi 47’, 64’ | Marcatori | 84’ Mazzoni |

| Arbitro: | Ferrari (Milano) |

|              |           |               |
| Bredesen 53’ | Marcatori | 62’ Boniperti |

| Arbitro: | Liverani (Torino) |

|                            |           |  |
| Milani 31’, 74’ Ocwirk 83’ | Marcatori |  |

| Arbitro: | Mori (Cremona) |

|                                    |           |  |
| Gratton 16’ Montuori 21’, 60’, 85’ | Marcatori |  |

| Arbitro: | Marchese (Napoli) |

|                         |           |                              |
| Rebizzi 76’, 86’ (rig.) | Marcatori | 43’ Savoini 71’ G. De Marchi |

| Arbitro: | Marangio (Roma) |

|                                                |           |              |
| P. Sentimenti 8’ Bettini 23’ Macchi 60’ (aut.) | Marcatori | 77’ R. Conti |

| Trieste 4 gennaio 1959 14ª giornata | Triestina        | 0 – 0 referto | Bari | Stadio Comunale\| Arbitro: \| Orlandini (Roma) \| |
| Arbitro:                            | Orlandini (Roma) |               |      |                                                   |

| Arbitro: | Orlandini (Roma) |

|             |           |                         |
| Mazzoni 44’ | Marcatori | 5’ Firmani 68’ Lindskog |

| Arbitro: | Jonni (Macerata) |

|                    |           |                                 |
| E. Del Vecchio 87’ | Marcatori | 31’ (rig.) Mazzoni 40’ Catalano |

| Arbitro: | Campanati (Milano) |

|                       |           |              |
| Bredesen 31’ Erba 54’ | Marcatori | 25’ Morbello |

#### Girone di ritorno
| Arbitro: | Grignani (Milano) |

|              |           |              |
| Pascutti 23’ | Marcatori | 53’ R. Conti |

| Arbitro: | Steiner |

|                           |           |             |
| Cappa 58’ (rig.) Erba 77’ | Marcatori | 81’ Pestrin |

| Arbitro: | Jonni (Macerata) |

|  |           |                           |
|  | Marcatori | 34’ Altafini 89’ C. Galli |

| Arbitro: | Righi (Milano) |

|                        |           |                           |
| Mazzero 6’ Bearzot 76’ | Marcatori | 31’ Bredesen 55’ Catalano |

| Arbitro: | Rebuffo (Milano) |

|              |           |                           |
| R. Conti 44’ | Marcatori | 39’ Dal Monte 69’ Barison |

| Padova 15 marzo 1959 23ª giornata | Padova       | 0 – 0 referto | Bari | Stadio Silvio Appiani\| Arbitro: \| Butti (Como) \| |
| Arbitro:                          | Butti (Como) |               |      |                                                     |

| Arbitro: | Rigato (Mestre) |

|                                    |           |                                  |
| Tozzi 4’, 19’ Carradori 38’ (rig.) | Marcatori | 70’ Catalano 87’ (rig.) R. Conti |

| Arbitro: | Moriconi (Roma) |

|             |           |  |
| Mazzoni 68’ | Marcatori |  |

| Arbitro: | Orlandini (Roma) |

|                          |           |                       |
| Sivori 20’ Stacchino 59’ | Marcatori | 41’ R. Conti 48’ Erba |

| Arbitro: | Campanati (Milano) |

|                       |           |              |
| Catalano 20’ Erba 50’ | Marcatori | 81’ Marocchi |

| Arbitro: | Moriconi (Roma) |

|              |           |                       |
| Catalano 31’ | Marcatori | 82’ Hamrin 90’ Petris |

| Vicenza 26 aprile 1959 29ª giornata | Lanerossi Vicenza | 0 – 0 referto | Bari | Stadio Romeo Menti\| Arbitro: \| Orlandini (Roma) \| |
| Arbitro:                            | Orlandini (Roma)  |               |      |                                                      |

| Arbitro: | Jonni (Macerata) |

|                               |           |               |
| Seghedoni 30’ (rig.) Erba 60’ | Marcatori | 87’ Pentrelli |

| Bari 24 maggio 1959 31ª giornata | Bari               | 0 – 0 referto | Triestina | Stadio della Vittoria\| Arbitro: \| Campanati (Milano) \| |
| Arbitro:                         | Campanati (Milano) |               |           |                                                           |

| Arbitro: | Adami (Roma) |

|                          |           |                 |
| Lindskog 14’ Masiero 39’ | Marcatori | 33’ De Robertis |

| Bari 2 giugno 1959 33ª giornata | Bari              | 0 – 0 referto | Napoli | Stadio della Vittoria\| Arbitro: \| Liverani (Torino) \| |
| Arbitro:                        | Liverani (Torino) |               |        |                                                          |

| Arbitro: | Leita (Udine) |

|  |           |             |
|  | Marcatori | 24’ Rebizzi |

### Coppa Italia
| Arbitro: | Bartolomei (Roma) |

|                                                        |           |               |
| Mazzoni 31’ (rig.) Cappa 33’ Erba 69’, 79’ Rebizzi 84’ | Marcatori | 9’ Bortolotti |

| Arbitro: | Caputo (Napoli) |

|  |           |              |
|  | Marcatori | 89’ Bredesen |

| Arbitro: | D'Agostini (Roma) |

|           |           |                           |
| Cappa 69’ | Marcatori | 19’ Vaccarossa 80’ Angeli |

## Statistiche

### Statistiche di squadra
| Competizione | Punti | In casa | In casa | In casa | In casa | In casa | In casa | In trasferta | In trasferta | In trasferta | In trasferta | In trasferta | In trasferta | Totale | Totale | Totale | Totale | Totale | Totale | DR  |
| Competizione | Punti | G       | V       | N       | P       | Gf      | Gs      | G            | V            | N            | P            | Gf           | Gs           | G      | V      | N      | P      | Gf     | Gs     | DR  |
| ------------ | ----- | ------- | ------- | ------- | ------- | ------- | ------- | ------------ | ------------ | ------------ | ------------ | ------------ | ------------ | ------ | ------ | ------ | ------ | ------ | ------ | --- |
| Serie A      | 30    | 17      | 7       | 6       | 4       | 22      | 18      | 17           | 2            | 6            | 9            | 16           | 31           | 34     | 9      | 12     | 13     | 38     | 49     | -11 |
| Coppa Italia | -     | 2       | 1       | 0       | 1       | 6       | 3       | 1            | 1            | 0            | 0            | 1            | 0            | 3      | 2      | 0      | 1      | 7      | 3      | +4  |
| Totale       | -     | 19      | 8       | 6       | 5       | 28      | 21      | 18           | 3            | 6            | 9            | 17           | 31           | 37     | 11     | 12     | 14     | 45     | 52     | -7  |

### Statistiche dei giocatori
| Giocatore      | Campionato | Campionato | Coppa Italia | Coppa Italia | Totale   | Totale |
| Giocatore      | Presenze   | Reti       | Presenze     | Reti         | Presenze | Reti   |
| -------------- | ---------- | ---------- | ------------ | ------------ | -------- | ------ |
| Amante         | 0          | 0          | ?            | 0            | 0+       | 0      |
| E. Baccalini   | 4          | 0          | ?            | 0            | 4+       | 0      |
| I. Brancaleoni | 4          | 0          | ?            | 0            | 4+       | 0      |
| P. Bredesen    | 20         | 5          | ?            | 1            | 20+      | 6      |
| E. Buttarelli  | 1          | 0          | ?            | ?            | 1+       | 0+     |
| L. Cappa       | 28         | 2          | ?            | 2            | 28+      | 4      |
| B. Catalano    | 20         | 5          | ?            | 0            | 20+      | 5      |
| B. Cicogna     | 28         | 1          | ?            | 0            | 28+      | 1      |
| R. Conti       | 28         | 7          | ?            | 0            | 28+      | 7      |
| L. De Robertis | 27         | 1          | ?            | 0            | 27+      | 1      |
| P. Erba        | 29         | 8          | ?            | 2            | 29+      | 10     |
| L. Gariboldi   | 24         | 0          | ?            | 0            | 24+      | 0      |
| L. Macchi      | 10         | 0          | ?            | 0            | 10+      | 0      |
| E. Magnanini   | 33         | -49        | ?            | ?            | 33+      | -49+   |
| M. Mazzoni     | 33         | 5          | ?            | 1            | 33+      | 6      |
| C. Mupo        | 23         | 0          | ?            | 0            | 23+      | 0      |
| A. Novelli     | 3          | 0          | ?            | 0            | 3+       | 0      |
| G. Rebizzi     | 8          | 3          | ?            | 2            | 8+       | 5      |
| G. Romano      | 19         | 0          | ?            | 0            | 19+      | 0      |
| G. Segnedoni   | 33         | 3          | ?            | 0            | 33+      | 3      |
| Tofani         | 0          | 0          | ?            | 0            | 0+       | 0      |